# Fundacja Słuchaj
Fundacja Słuchaj (polnisch Stiftung Hör zu, abgekürzt FSR) ist ein polnisches Musiklabel, mit dem Schwerpunkt auf Jazz und Neue Improvisationsmusik.   
Das Label wurde in den frühen 2010er-Jahren in Warschau von Maciej Karłowski gegründet; zu den ersten Veröffentlichungen des Labels gehörten Aufnahmen der Oleś Brothers, von Rafał Mazur und Wojciech Jachna. In den folgenden Jahren erschienen auf FSR auch Tonträger von Yasmine Azaiez, Ab Baars, Michael Bisio & Matthew Shipp (The Flow of Everything), Agustí Fernández, Guillermo Gregorio, Łukasz Ojdana, Zlatko Kaučič, Barry Guy, Joëlle Léandre, Artur Majewski, Szilárd Mezei, Jordina Millà, Evan Parker, Ivo Perelman  (Molten Gold, 2023), Dominik Strycharski, Cecil Taylor (Birdland, Neuburg 2011 und Being Astral and All Registers – Power of Two), Mikołaj Trzaska, Trevor Watts, Nate Wooley und Patryk Zakrocki.